# Skruvknölmossa
Skruvknölmossa (Oncophorus virens) är en bladmossart som beskrevs av Bridel 1826. Enligt Catalogue of Life ingår Skruvknölmossa i släktet knölmossor och familjen Dicranaceae, men enligt Dyntaxa är tillhörigheten istället släktet knölmossor och familjen Rhabdoweisiaceae. Arten är reproducerande i Sverige. Inga underarter finns listade i Catalogue of Life.